# Siria en los Juegos Olímpicos de Atlanta 1996
Siria estuvo representada en los Juegos Olímpicos de Atlanta 1996 por siete deportistas, seis hombres y una mujer, que compitieron en cinco deportes.
La portadora de la bandera en la ceremonia de apertura fue la atleta Gada Shuaa.

## Medallistas
El equipo olímpico sirio obtuvo las siguientes medallas:
| Nombre     | Deporte   | Competición |
| ---------- | --------- | ----------- |
| Oro        |           |             |
| Gada Shuaa | Atletismo | Heptatlón F |
| Plata      |           |             |
| —          |           |             |
| Bronce     |           |             |
| —          |           |             |